# جنی کلک
جنی کلک (انگلیسی: Jenny Clack; ۳ نوامبر ۱۹۴۷ – ۲۶ مارس ۲۰۲۰) دانشمند در زمینه جانورشناسی، دیرینه‌شناسی، و زیست‌شناسی تکاملی اهل بریتانیا بود.
وی همچنین برندهٔ جوایزی همچون همکار انجمن سلطنتی شده‌است.